# 薩爾瓦托·摩利納
薩爾瓦托·摩利納（義大利語：Salvatore Molina；1992年1月1日—）是一位意大利足球運動員，場上司职邊鋒，現效力於意大利足球乙级联赛球隊巴里 ，并曾经代表意大利国青队參加国际賽事。